# Anadara setigericosta
Anadara setigericosta is een tweekleppigensoort uit de familie van de Arcidae. De wetenschappelijke naam van de soort is voor het eerst geldig gepubliceerd in 1848 door Nyst.